# Casa del Gremi dels Velers
La Casa de la Seda (Maison de la Soie), aussi appelée Maison Gremial de l'Art Majeur de la Soie ou Maison de l'Art Majeur de la Soie (en catalan : Casa del Gremi dels Velers) est un édifice historique situé à Barcelone. Il est classé bien d'intérêt culturel depuis le 2 juin 1920.

## Histoire
Le bâtiment est bâti entre 1758 et 1763 comme siège de la corporation des tisserands de voiles de soie, créée en 1553,,. Au bout de quatre ans, les difficultés économiques contraignent d'arrêter les travaux de construction, qui sont ensuite repris grâce à une aide de 6 000 livres du secrétariat de la Chambre du Roi,,.
L'ouverture de la Via Laietana menace le bâtiment, sauvé en partie grâce à l'intervention de Ramón N. Virgules, étudiant à Barcelone. En 1914, Ferran Romeu corrige l'alignement avec la nouvelle rue. Le bâtiment est enfin restauré par Jeroni Martorell, et conserve les sgraffites originaux du XVIIIe siècle sur les façades,,. Dans l'angle se trouve une image de l'Inmaculée Conception, oeuvre de Joan Enrich.
Le bâtiment est le siège du Collège de l'Art Majeur de la Soie de Barcelone. Ces dernières années le bâtiment a été réhabilité intégralement.